# Indirekte Frage
Unter indirekte Frage ist im Gegensatz zu dem Begriff direkte Frage eine Frage zu verstehen, die in einem Nebensatz geäußert wird. Eine indirekte Frage wird also nicht als selbständiger Fragesatz formuliert.

## Ein Beispiel
In dem Satz „Kannst du morgen zu mir kommen?“ wird die Frage direkt, in einem selbständigen Hauptsatz ausgeführt (= direkte Frage). Ergänzt man diesen Satz in der Form: „Ich möchte dich gerne fragen, ob du morgen zu mir kommen kannst.“, dann ist der Inhalt der Frage in den Nebensatz „ob du morgen zu mir kommen kannst“ verlagert und wird in Abhängigkeit vom Hauptsatz „Ich möchte dich gerne fragen“ geäußert. Solche Satzformen sind mit indirekte Frage gemeint.

## Merkmale
Indirekte Fragen sind also syntaktisch abhängige Fragen, das heißt, sie werden in einem Nebensatz in Abhängigkeit zu einem Hauptsatz formuliert. Im Deutschen werden sie von der Subjunktion ob oder von Fragepronomen beziehungsweise Frageadverbien eingeleitet.